# Mathilde de Brunswick
Mathilde de Brunswick-Lunebourg (en polonais : Matylda Brunszwicka-Lüneburga ; en allemand : Mechthild von Braunschweig-Lüneburg), née vers 1276 et morte entre le 26 avril et le 31 août 1318, est une princesse de la famille des Welf, fille du duc Albert Ier de Brunswick. Par son mariage avec le duc Henri III de Głogów, elle fut régente du duché de Glogów et Ścinawa en Silésie de 1309 à 1312, puis douairière de Glogów jusqu'à sa mort.

## Biographie
Mathilde est le 7e enfant d'Albert Ier le Grand (1236-1279), duc de Brunswick-Wolfenbüttel, et de sa seconde épouse Alessine (morte en 1285), fille du margrave Boniface II de Montferrat.
Vers 1290 Mathilde épouse le duc Henri III de Silésie-Glogów, issu de la maison Piast, qui par cette union obtient une alliance contre son concurrent Henri V le Gros dans la lutte pour le patrimoine de leur cousin Henri IV le Juste, duc de Wrocław.
Après la mort d'Henri III en 1309, bien que son fils aîné Henri IV le Fidèle soit officiellement adulte, Mathilde demeure régente des possessions de son mari jusqu'en 1312. Ensuite elle règne sur la ville de Glogów, qui lui a été donné par Henri III comme douaire (ou  Oprawa wdowia) jusqu'à sa mort en 1318.
Après son décès, Glogów revient conjointement à ses fils Henri IV et Przemko II, comme corégents jusqu'en 1321, lorsqu'ils décident de diviser leurs domaines et que Przemko II reçoive Glogów comme seul duc.

## Descendance
Au cours de son union, Mathilde donne au duc Henri III de Glogów neuf enfants, cinq fils et quatre filles :
- Henri IV le Fidèle (1289/93-1342), duc de Glogów, de Żagań et de Ścinawa
- Conrad Ier (1292/98-1366), duc d'Oleśnica et de Koźle ;
- Agnès (1293/96-1361), épouse en 1309 le duc Othon III de Bavière († 1312) et en 1329 le comte Alram de Hals ;
- Boleslas (1293/96-1320/21), duc d'Oleśnica ;
- Jean (1296/1300-1361/65), duc de Ścinawa ;
- Przemko II (1301/08-1331), duc de Głogów ;
- Salomé (1296/1300-1309) ;
- Catherine (1300/05-1323/26) épouse avant 1317 le margrave Jean V de Brandebourg († 1317) et ensuite entre 1317 et 1319 le comte Jean III de Holstein († 1359) ;
- Hedwige (1300/08–1309).

## Sources
- (de) Europäische Stammtafeln Vittorio Klostermann, Gmbh, Francfort-sur-le-Main, 2004  (ISBN 3465032926),  Die Herzoge von Glogau †1476, und Sagan †1504 des Stammes der Piasten  Volume III Tafel 13
- (en) & (de) Peter Truhart, Regents of Nations, K. G Saur Münich, 1984-1988  (ISBN 359810491X), Art. « Glogau (Głogów) + Sagan (Żagań ) », p.  2650.